# 雷科瓦茨
43°52′N 21°08′E / 43.867°N 21.133°E

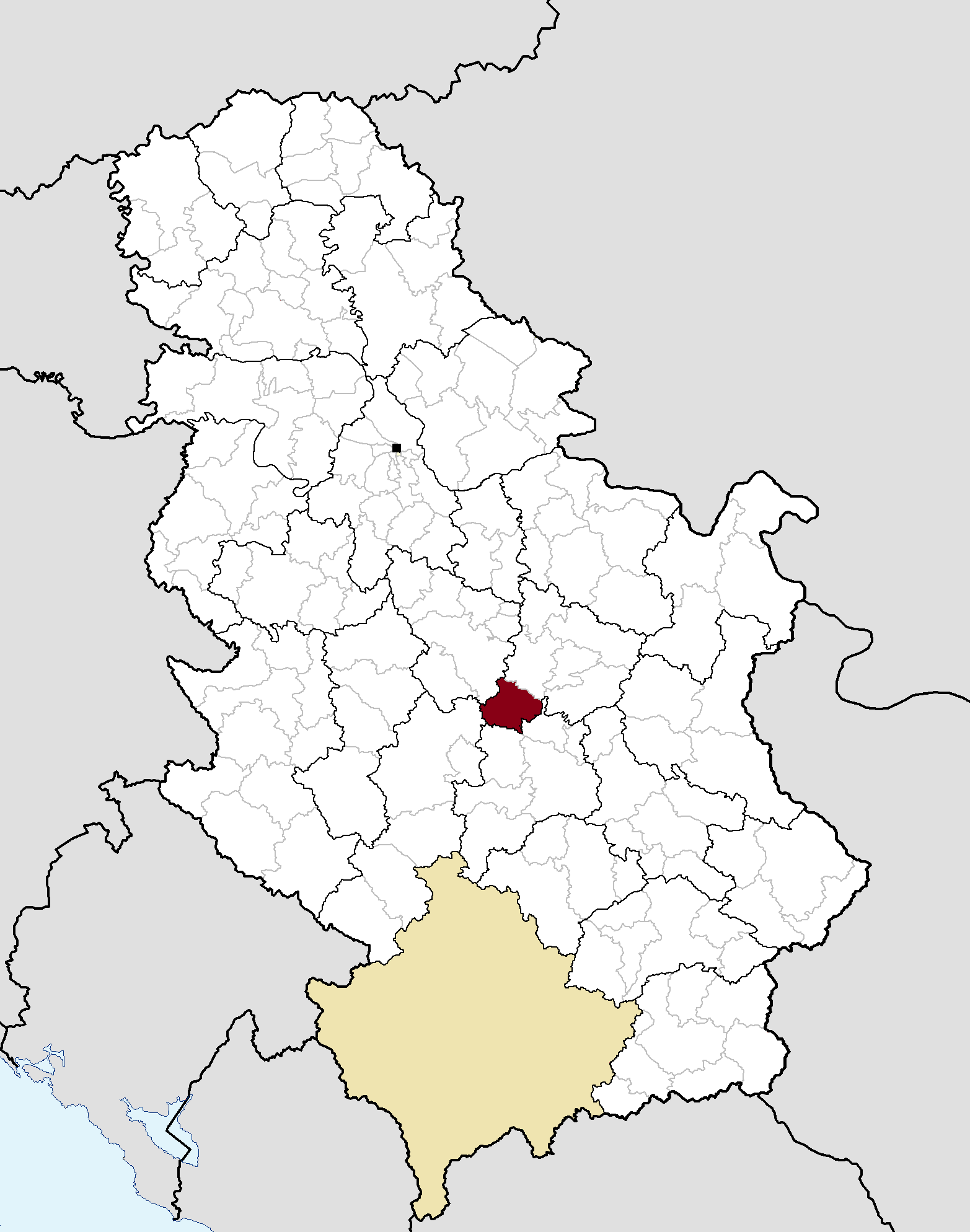

雷科瓦茨，是塞爾維亞的城鎮，位於該國中部，由波莫拉夫列州負責管轄，面積366平方公里，海拔高度241米，2011年人口10,971，人口密度每平方公里30人。